# 氯化锔
氯化锔是一种无机化合物，化学式CmCl3，有很强的放射性。

## 制备
氯化锔可由氧化锔和四氯化碳或氯化氢气体加热至400~500℃反应得到。

## 物理性质
氯化锔易溶于水，其水溶液是无色的。

## 化学性质
氯化锔在加热下，可以在HCl—H2O的气流中发生水解，产生氯氧化锔。